# Ходорків
Хо́дорків — село в Україні, у Житомирському районі Житомирської області, центр Ходорківського сільського староства Попільнянської селищної громади. Населення згідно з Всеукраїнським переписом 2001 року становило 1371 особу.
Село розташоване на обох берегах річки Ірпінь, за 22 кілометри на північний захід від районного центру й за 2,5 кілометри від залізничної зупинки Яроповичі та за 6 кілометрів від залізничної зупинки Лотос. Ходорківській сільській раді підпорядковані с. Пустельники і селище Відродження.

## Назва
На думку І. Желєзняк, назва Ходорків є виразно відантропонімного походження — Ходоръ народна форма від Федір, Феодор, Теодор. Можливо, першим власником або поселенцем Ходоркова був Федір і від його імені стало називатися поселення.

## Населення

### Мова
Розподіл населення за рідною мовою за даними перепису 2001 року:
| Мова            | Кількість | Відсоток |
| --------------- | --------- | -------- |
| українська      | 1337      | 97.52%   |
| російська       | 28        | 2.04%    |
| румунська       | 5         | 0.36%    |
| інші/не вказали | 1         | 0.08%    |
| Усього          | 1371      | 100%     |

## Історія села

### Давні часи

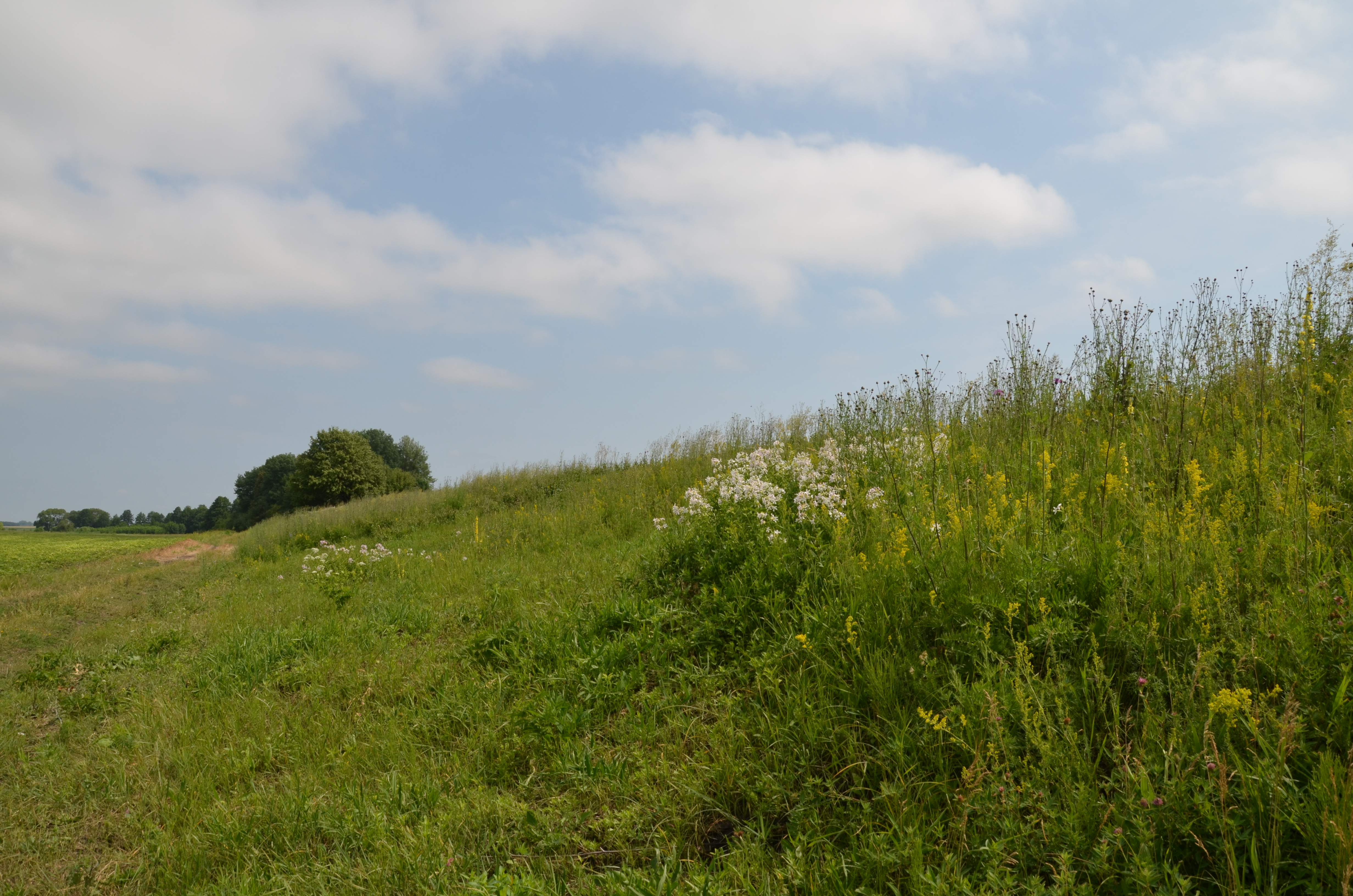
Залишки Змійового валу біля Ходоркова

Початкове заселення місцевості, на якій розташований Ходорків, сягає давніх часів. За 2 км на південь від села було досліджене городище X-XII століть. Археологічними експедиціями під керівництвом М. П. Кучери у 1984-1988 роках на території Ходоркова та в його околицях були виявлені цікаві пам'ятки давніх часів. Так, за 2 кілометри на південний схід від села, на полі, за 100 м на схід від автодороги з Ходоркова до Котлярки відкрито 2 кургани, висотою 1-2 м, діаметром 22-35 м. За 500 м на південний захід від Ходоркова на лівому березі річки Ірпінь М. П. Кучера виявив та дослідив залишки змієвих валів X—XI століть.

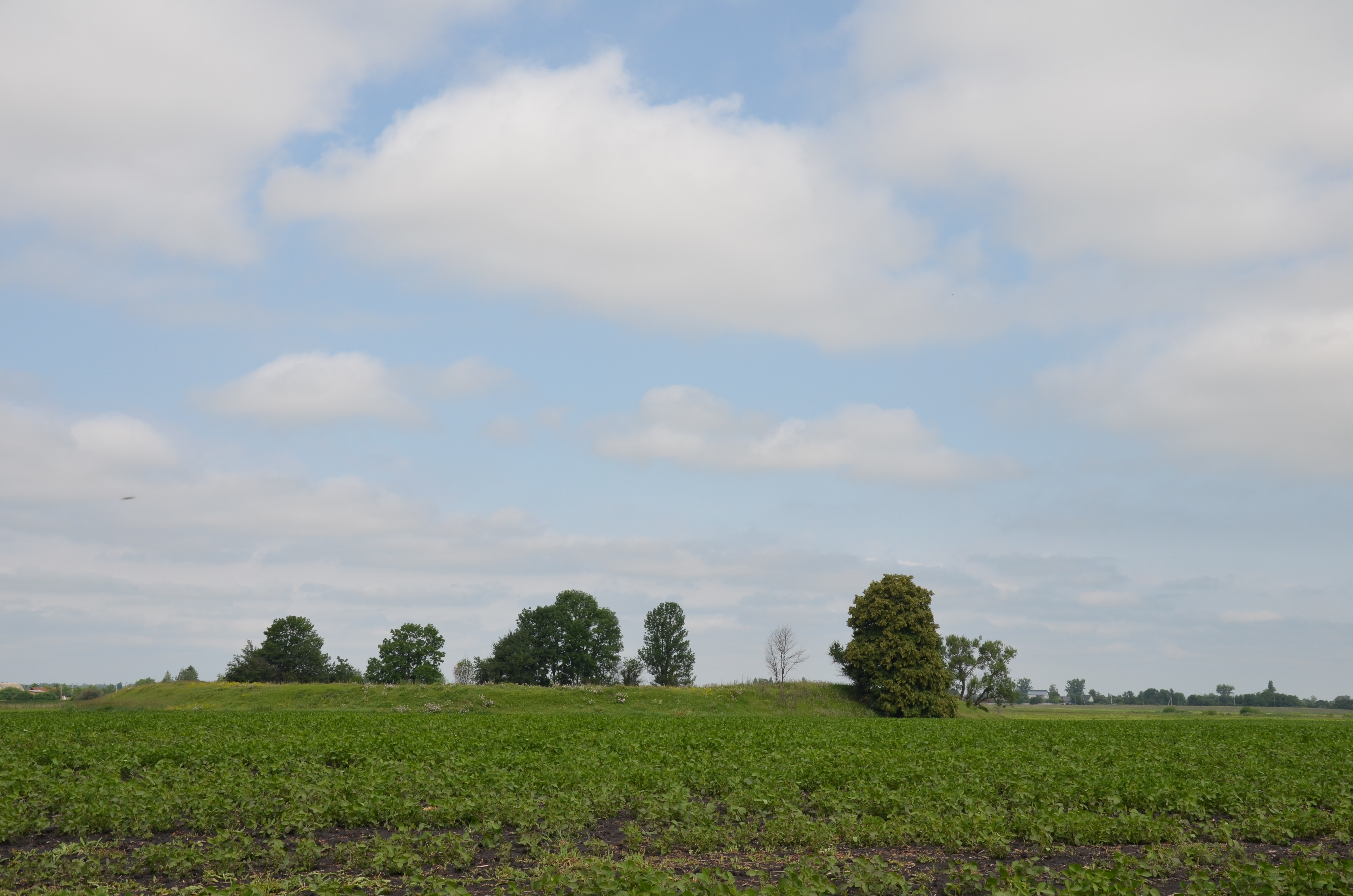
Залишки городища південніше Ходоркова

Ці місця в давнину мали якесь виняткове значення, що випливає з величезної кількості могил, які залишилися у його околицях. Особливо багато їх виявлено в урочищі Грубськ (біля сучасного села Грубське), яке лежить на відстані 10 верст — тут їх дослідники нарахували 684. В Грубську окрім безлічі могил, знаходяться 4 вали з ровами, які досить добре збереглися. Один з них, висотою від 6 до 7 сажнів, має форму кола, оточує простір до 300 квадратних сажнів, утворюючи своєрідну цитадель. Біля неї наявний рів, всередину веде один в'їзд. Місцеве населення стверджує, що в часи першого нашестя татар на Київ навколишні жителі в кількості 40 000 осіб укріпилися в цьому місці, але всі вони були вбиті після недовгої облоги. Ніби на підтвердження цих переказів, в Грубську були знайдені сучасні татарським нападам монети, а саме широкий срібний гріш, відчеканений у Празі, з зображенням чеського короля Вацлава І, який був при владі з 1230 по 1253 роки.

### Литовська доба
Після перемоги литовського князя Ольгерда над татарами у битві на Синіх Водах в 1362 році, в другій половині XIV століття землі Київського князівства, до якого належав Ходорків, добровільно увійшли до складу Великого князівства Литовського.
Точний час заснування Ходоркова невідомий. Михайло Грушевський наводить документ, яким він користувався: «Звісний нам опис Київщини, списаний по смерті Семена Олельковича, перед татарськими погромами, кидає цікаве світло і на організацію сеї селянської військовослужбової колонізації, і на тутешнє господарство. Фрагмент розпочинається селом Терпсієвим» на Росі (пізніше незвісне). Далі маємо с. Антонів неподалік від Росі (над Березянкою), кілька сіл над Роставицею: Щербів (тепер Ружин), Вчорайше, потім Почуйкове на Кам'янці, Сокольча на Унаві, Ходорків і Скочищів на Ірпені, Водоїтин у Верхів'ї Здвижу… Осади сі й інші з ними названі, які місця не можемо ближче означити (таких є 7) — зазначає історик — всі мають згадку про практику Вітовтових часів. Це показує, що маємо тут діло з осадами старими, не молодими, а може і старшими від часів Вітовта (1392—1430)".
Поселення Ходорків, Криве та Сокільча здавна одному з київських монастирів три діжки меду давали, «з давніх років лежали пусткою». Найімовірніше, вони були знищені татарами, і як «пусті селища» потрапили до власності Київського замку.
Вперше Ходорків згадується в історичних документах за 1471 рік. У «Люстраціях Київської землі» згадується село Ходорково, в якому є 7 чоловік, а восмий — отаман. Подимний податок сплачували за кн.Вітовта. В 70-х роках XV століття після чергових нападів татар у Ходоркові залишилось тільки сім осіб, які несли замкову службу і восьмий отаман, що ними командував.
У 1505—1507 роках Ходорків зазнав спустошливих нападів кримських татар. Народні легенди розповідають про героїчну боротьбу місцевих жителів з ними. За ними, під час битви в 1527 році гарнізон із 2500 реєстрових козаків відбив напад 43-тисячного(?) татарського війська.. Свідченням цього є земляні укріплення, що збереглися тут і понині. В люстрації 1545 року про Криве, Ходорків та Сокільчу сказано, що вони «запустли отъ давныхъ лѣтъ».
1553 року Фридерик (Фрідріх) Глібович, князь Пронський, чорнобильський державець, два ті «пусті селища» Ходорків та Криве та землі над річками Ірпенем та Вилією (Дубовець) в повіті Київськім Київського воєводства, надав Теодорові (Федорові) Тиші, бояринові київському, який ніс прикордонну господарську службу. Король Сигізмунд II Август 19 грудня 1554 року у м. Вільні особливим привілеєм підтвердив останньому те надання. У привілеї йшлося, що «два селища надаються йому, його жінці та потомству у спадкове володіння за його заслуги в Києві та в Україні з умовою, щоб вони господарську та воєнну службу на рівні з іншою шляхтою в князівстві Литовському завжди несли».
Певні права на ці землі, можливо, мали також представники роду Обдул-Почапицьких, які ще в 1598 та 1600 роках доводили, що Тиші ніби відібрали «Вилійську округу» (від річки Вилії) і там заклали Ходорків та село Липки, на землях вилійських Вельнин (Вільня), Звиздень (Здвизьке — можливо с. Здвижка) та ін. Окрім того, київські митрополити мали претензії до Тишів щодо закладення Ходоркова та села Криве на їх землях.
Теодор Тиша став засновником роду Тишів-Биковських в Ходоркові. З того часу рід Тишів в тих місцях широко розрісся та розселився. Їхні родинні маєтності включали Криве, Скочище, Биків та інші населенні пункти, які групувалися навколо Ходоркова. Саме містечко за тих часів поділялося на Нове та Старе місто. Тут Тиші звели дерев'яний оборонний замок, адже, хоча Ходорків і лежав в стороні від Чорного шляху, проте він та навколишні поселення час від часу страждали від татарських нападів. Були тут дві церкви: одна в Старому місті, друга в Новому. У першій був мурований родовий склеп-усипальниця Тишів.
Невдовзі Ходорків одержує статус містечка. Воно досить швидко розвивалося, адже через Житомир, Котельню, Ходорків та Фастів на Київ (і далі на Лівобережжя) проходив так званий Волинський (або Котелянський) шлях, по якому відбувалась комунікація та здійснювалась торгівля.

### Ходорків у складі Речі Посполитої
Після Люблінської унії 1569 року Ходорків опиняється у складі Речі Посполитої.
У середині XVI століття селянство Правобережної України в пошуках свободи від утисків панів переселялося на вільні землі Лівобережжя, в основі чого лежала «займанщина». Польський дослідник кінця XIX століття А. Яблоновський, посилаючись на акти Люблінського трибуналу, які торкалися справ про селян-втікачів, подає географію місць, звідки відбувалося переселення. Так утікачі з Ходоркова прямували до Бобровиці, Бикова, Басані. У другій половині XVI століття козаки, селяни-втікачі і ремісники з Ходоркова, Ржищева, Дивина та інших міст і сіл Правобережжя відбудували Баришівку.
Ходорків у 1581 році виступає як містечко у володінні Тишів-Биковських, яке вносило 2,5 флоринів чопового. Згідно з книгою поборів № 32 "«по регестру выбирания поборов земли Киевской» власником Ходоркова у цьому році значиться пан Олександр Тиша.
Мешканці Ходорківщини активно вливалися до козацьких рядів. Так, у 1584 році згадується ходорківець шляхтич-січовик Григорій Степанович Дублянський. Ходорківці також брали участь у козацько-селянських повстаннях кінця XVI століття під проводом Криштофа Косинського та Северина Наливайка. Та й сама Ходорківщина нерідко ставала ареалом військових дій. У 1596 році містечко згадується у листі польного коронного гетьмана Станіслава Жолкевського до Великого коронного гетьмана Яна Замойського під час перебування першого у містечку, коли вони вели боротьбу з козацько-селянськими загонами Матвія Шаули і Северина Наливайка.
У 1606 році м. Ходорків згадується в зв'язку зі втечею підданих Олександра Тиші-Биковського з містечка Ходорків і села Криве до маєтку краківського каштеляна князя Януша Острозького в містечко Кошів Брацлавського повіту і до маєтку князя Януша Збаразького в містечко Погребище Вінницького повіту.
Жителі Ходоркова брали участь у козацько-селянському повстанні 1618 року, яке охопило Київщину і Волинь. Повсталі селяни знищували панські маєтки, розправлялися з ненависними шляхтичами, оголошували себе вільними козаками і вливалися в козацькі загони. На території Білоцерківського полку повстання очолив паволоцький сотник Грицько Краснопірка, паволоцький осавул Федір та якийсь отаман з Котельні. Повстання блискавично ширилося і вже в середині літа охопило міста Фастів, Кодню, Ліщин, Котельню, Паволоч, Ходорків, Брусилів, Коростишів, Радомишль. На липень місяць це був загін повстанців з 2000 чоловік.
Історичні документи донесли до нас скаргу пана Петра Стрибиля з с. Студениця, датовану 1618 роком, на жителів Паволочі, Верхівні, Ходоркова, Корнина та інших містечок і сіл, які, зібравши загін у 2000 чоловік і напавши на маєток, спалили його, селян пограбували, а його «власний будинок не зруйнували заради викупу». Вони систематично здійснювали напади на маєтки інших місцевих шляхтичів. Рух, як видно з переліку населених пунктів, охопив значну територію. Повстанці, очевидно, мали зв'язок з козаками, тому що скаржник декількох учасників погромів називає полковниками та сотниками. Чим закінчився цей виступ невідомо, скарга лише описує ту шкоду, яку зазнали шляхетські фільварки «…наєжджаючи ґвалтовне на маетности и домы шляхетские яко один неприятель заграничный, штурмами добыпаючи презъ огонь до кгрунту зносячи, людей разного чану по дорогах розбиваючи, коморы отбияючи, маетности лупечи, быдла, кони беручи, до домов своих отпровадживалы…».
Є відомості, що в 1618 році Василь Міровіцький, який був економом у маєтку Теодора Тиші-Биковського в с. Кривому, не бажаючи надати звіт про управління цим маєтком, втік і став на чолі однієї з козацько-селянських ватаг. Того ж року цей Міровіцький напав на Ходорків і пограбував його власників та жителів на 10 000 злотих. Також, 1618 року містечко Ходорків згадується у свідченнях генерального возного Київського, Волинського і Брацлавського воєводств про вручення позову головного Люблінського трибуналу Василю Тиші-Биковському щодо повернення селян, які втекли до Ходоркова з маєтку спадкоємців Брацлавського каштеляна Миколая Семашка.

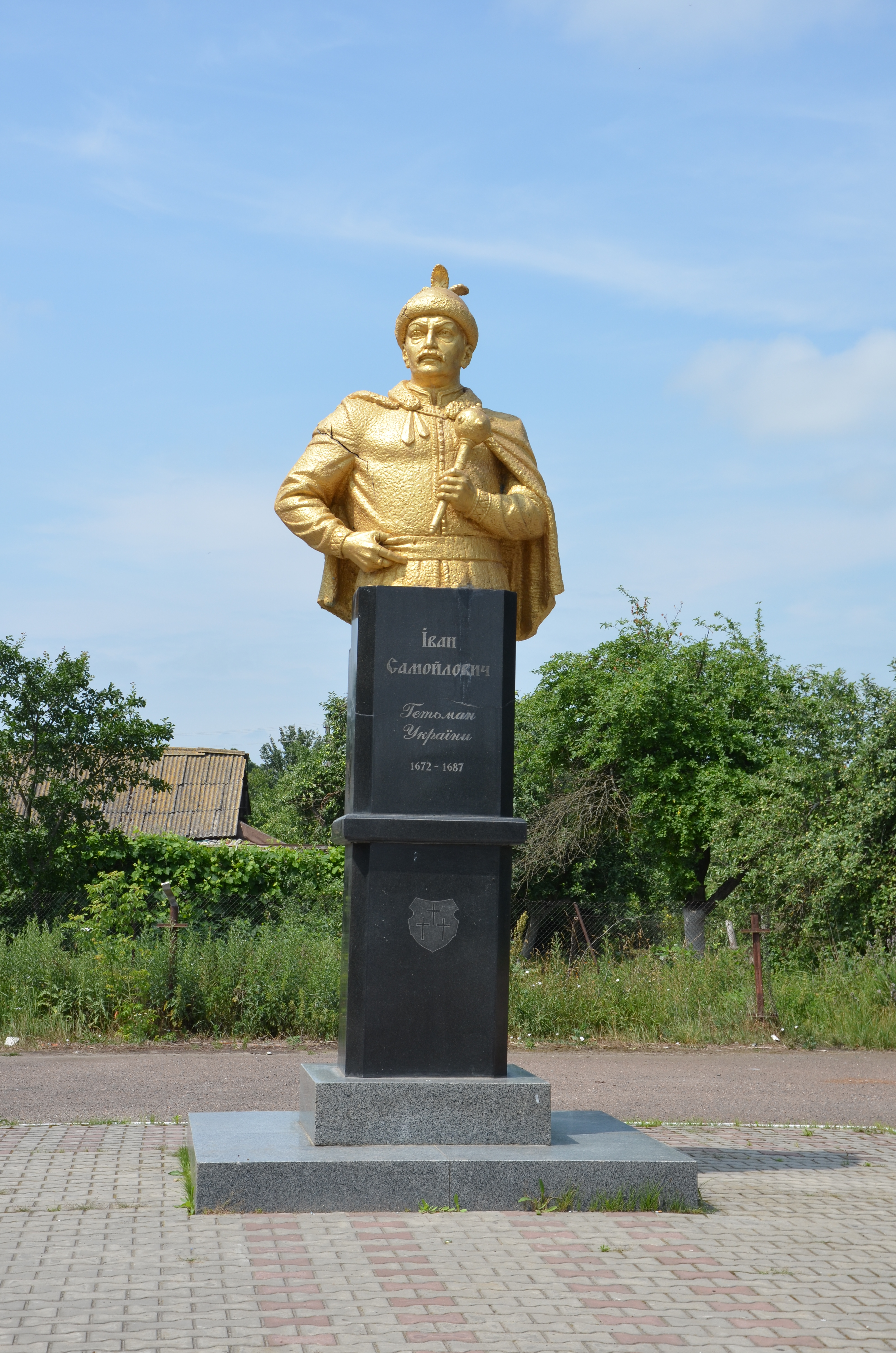
Пам'ятник гетьману Івану Самойловичу, Ходорків

Великого лиха завдала Ходоркову міжусобна боротьба шляхти. Рід Тишів значно збільшився і його численні представники постійно судилися та ворогували між собою за право володіння Ходорківськими маєтками. Часто справа доходила до збройних сутичок, під час яких загони шляхтичів не раз (1588, 1606, 1618, 1635 pp.) нападали на жителів містечка та навколишніх сіл, вбивали і грабували їх. Про ті їх змагання свідчать не лише судові акти, але й польський літописець Йоахим Єрлич, автор «Літописця, або Хронічки різних справ і подій», сестра котрого Тетяна була одружена з Єремією Тишею, спадкоємцем Ходоркова.
Відомий польський літописець проживав у Ходоркові у володіннях свого зятя — Яреми (Єремії) Тиші-Биковського з 1630 по 1647 роки зі своєю дружиною Мар'яною. Подружжя мало 9 дітей, з яких принаймні Катажина (нар. 9 листопада 1630), Костянтин (нар. 9 грудня 1636), Василь (нар. 30 січня 1641) народилися в Ходоркові, Мар'яна (нар. 30 січня 1644) народилася у Бикові біля Ходоркова. Син Костянтин помер невдовзі після народження (23 лютого 1637 року), похований в ходорківській православній церкві Пречистої Діви у Старому місті, очевидно у родовому склепі Тишів-Биковських. Дійшло до того, що Адам Тиша, син Єремії, в 1647 році вигнав Й. Єрлича з сім'єю з маєтку села Бикова.
1639 року Єремія, Габріель, Ян і Павло Тиші відсторонили від співволодіння ходорківським маєтком свого брата Теодора, аргументуючи це тим, що він є позашлюбним сином Василя Тиші-Биковського. В зв'язку з цією суперечкою польський король Владислав IV викликав братів Тишів-Биковських до сеймового суду за звинуваченням у наданні неправдивих свідчень про Теодора.
Найжорстокішим з усіх співвласників був Ян Тиша, котрий як з братами, так і з сусідами мав тривалі сутички. Він, очевидно, навіть був банітований через свою войовничу діяльність. Відтак спіткав його трагічний кінець. По сусідству з Ходорковом, в Романівці мешкав Самійло Лящ, стражник коронний, знаний «баніта (порушник закону, на якого наклали баніцію) і збитник». «Тримав він біля себе цілий озброєний почет, що складався в-основному з синів збіднілих родин з Брацлавщини, власність та маєтки яких понищили татари. Лящ сприяв їм шляхом сватання їх та одруження зі шляхтянками в заможній Київщині. Для одного з них він знайшов багату землевласницю по сусідству з Ходорковом. Проте Ян Тиша чи з певних власних причин, чи просто наперекір пану стражнику, довідавшись про це, випередив того у сватанні і забрав шляхтянку. Лящ, зібравши своїх людей, напав вночі на двір Тиші в Ходоркові, вбив свого кривдника й відібрав багату дідичку. Убитого Тишу поховано в окремій могилі в куті кляштору капуцинів, а не на цвинтарі, як злочинця, на якого накладено баніцію».
Орієнтовно в 1630—40-х роках в Ходоркові у сім'ї місцевого священика Самійла та Марії Іванівни, до шлюбу Голуб, народився син Іван — майбутній гетьман Лівобережної України Іван Самойлович. Є відомості, що сім'я разом з сином Іваном в 1650-х роках мусила переселитися на Лівобережжя й оселилась у містечку Красний Колядин на Прилуччині, де Самійло надалі знову став священиком. Діяльність батька згодом стала причиною появи прізвиська «Попович». Неординарна особистість, непересічний політичний діяч, що 15 років в часи Руїни залишався гетьманом Лівобережжя, суперечлива, з точки зору сьогодення, діяльність якого закінчилась засланням і смертю в Тобольську.

#### Ходорків в роки Хмельниччини 1648—1657рр.
Після початку повстання під проводом Б. Хмельницького власники Ходоркова Тиші-Биковські втекли з маєтку на Волинь. Під час Хмельниччини ходорківці знову піднялися на боротьбу з шляхтою, створили Ходорківську сотню, яка діяла поперемінно в складі Паволоцького та Білоцерківського полків. Згідно з реєстром 1649 року у складі Білоцерківського полку зазначено 48 козаків з Ходоркова, серед яких було 4 покозачених шляхтичі — Булковський Іван, Канівець Кирик, Молявка Конон та Садовський Максим. Сотниками ходорківськими на той час були Гаврило Присович та Василь Петровський.
У реєстрі 1649 року вперше згадується про козака Кам'янобрідської сотні Білоцерківського полку Івана Поповича (Поповича-Ходорківського). За деякими даними, він народився у Ходоркові у сім'ї священика. Можливо також, що Попович після козакування в Кам'янобрідській сотні, до призначення паволоцьким полковником міг займати старшинську посаду в Ходорківській сотні за часів Б. Хмельницького, що було обов'язковим перед полковництвом. І. Попович був Білоцерківським полковником (1649), Кам'янобрідським сотником (1654), Паволоцьким полковником (1660—1663), керівником козацького повстання Паволоцького полку проти гетьмана П. Тетері у 1663 році
Протягом постійних військових дій територія Ходорківщини зазнала значних руйнувань та спустошення. Маємо про це свідчення з 1650 року державця Ходоркова Габріеля Тиші-Биковського: «Предместья ы большая часть Ходоркова опустошень… казаков реестровых осталось не более 50, а остальные все прочь разошлись». Не лише Ходорків, але й 15 навколишніх сіл стояли спустошеними. Усі жителі тих сіл втекли за Дніпро.
У листі невідомого автора з табору коронних військ від 30 липня 1651 року говориться, що «Повідомляють, що двох панів Тиш, рідних братів, їхні селяни з козаками, примчавши у двісті кінних, взяли живцем і челядь повбивали, a котрі боронилися, тих спалили з домом, це було у Ходоркові, потім селяни табором пішли. Селами і де інде селяни йдуть таборами, чекаючи на більшу громаду селян i скрізь повно цього селянства».
Польськомовний панегірик Петру Могилі «Пам'ять слави…»(«Mnemosinon» К., 1633) був написаний Георгієм, Іоанном та Адамом Тишами-Биковськими, які були серед (студентів) одними з перших спудеїв (студентів) об'єднаного Києво-Могилянського колегіуму (1632). Ці брати воювали на польському боці в роки Національно-визвольної війни українського народу, причому Адам потрапив у полон до українських повстанців у Ходоркові (ймовірно, що саме про нього йдеться у вищезазначеному листі). Не виключено, що вони доводилися ріднею Михайлу Тиші, звягельському полковникові повстанців (1648—1651), що у 1651 році перейшов на бік Речі Посполитої.
У 1653 році біля Ходоркова відбулася збройна сутичка між козаками і шляхетським військом.

#### Ходорків в рокиРуїни
У 1663 році ходорківський сотник Василь Петровський був полковником Паволоцького полку.
У 1666 році зафіксовано конфлікт, пов'язаний з правом володіння Ходорковом, — тепер уже між Єремієм, Габріелем і Михайлом Тишами-Биковськими з одного боку і Юхимом, Михайлом та Олександром Єльцями (можливо, Єрлічами) з другого боку. Як свідчить документ від 18 травня 1666 року, польський король Ян Казимир відклав розгляд справи до з'ясування усіх обставин.
За Андрусівським перемир'ям 1667 року містечко, як і вся Правобережна Україна (без Києва), залишилося під владою Речі Посполитої. Протягом постійних воєн Ходорківщина, як і інші навколишні землі, була сильно розорена, містечко та навколишні села перетворилися на пустку. Залишки населення масово емігрували на Лівобережжя, особливо під час гетьманування ходорківчанина І. Самойловича — внаслідок примусового переселення населення Правобережжя, так званого «Великого згону» 1678—1679 років.
З 1686 по 1704 роки Ходорківщина входила до ареалу діяльності фастівського полковника С. Палія, так званої «Паліївщини». Тут частково відродились населені пункти, були відновлені деякі козацькі порядки, сотенний та полковий устрій.

#### Ходорків у XVIII столітті
Після арешту С. Палія та придушення очолюваного ним козацько-селянського повстання у 1704 році, Ходорківщина на недовгий час потрапляє до складу Гетьманщини І. Мазепи, яка об'єднала Правобережну та Лівобережну Україну, а відтак — під владу Московського царства і царя Петра І. Проте внаслідок переходу Мазепи під протекторат шведського короля Карла XII, їх військового фіаско під Полтавою в 1709 році та невдалого Прутського походу Петра І проти Османської імперії 1711 року, за Прутським миром, підписаним цього ж року, Московське царство мало відмовитися від претензій на Правобережжя і вивести свої війська з цієї території. За наказом Петра І українське населення почали зганяти на Лівобережжя. Цей процес тривав аж до 1714 року. У 1712 році Сейм Речі Посполитої ухвалив рішення про скасування полкового устрою на Правобережжі. У 1714 році московські війська передали полякам Білу Церкву, а залишки правобережних полків переправились через Дніпро. Річ Посполита остаточно відновила свою владу на Правобережжі.

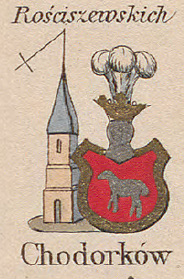
Ходорків на мапі Зигмунда Герстмана

Лише після цих буремних подій колишні землевласники змогли повернутися у свої маєтки. Зазнавши величезних спустошень у минулому, Ходорків відроджувався повільно. Ще в 1720 році старий Ходорків був пустим урочищем; потім зовсім на новому місці почав забудовуватися. Навіть 1741 року в ньому налічувалося лише 30 дворів.
Один із співвласників Ходоркова, Міхал Тиша, потрапив ще за козацьких війн до татарської неволі. Його дружина, вважаючи, що він вже мертвий, вийшла заміж за Станіслава Росцішевського, який квартирувався зі своєю хоругвою в її маєтку, а потім і дочку свою Людвіку видала за сина того ж Росцішевського. Міхал повернувся з полону й у відчаї від зради дружини прийняв постриг ченця в якомусь кляшторі й жив там до кінця життя. Ходорків тоді перейшов у володіння його брата Габріеля, котрому Міхал відписав свою частку. Проте на Габріелю рід Тишів-Биковських по чоловічій лінії скінчився, весь їх маєток перейшов до Росцішевських.
У 1724 році була збудована дерев'яна церква в ім'я Різдва Пресвятої Богородиці. Ця церква спочатку була греко-католицькою.
У другій чверті XVIII століття Ходорків зі своїми передмістями Пустельниками та Скочищем належав Францішеку Ксаверію Нітославському, підвоєводі та судді гродському Київському, та його рідному племіннику Каєтану Росцішевському, судді Галицькому, ловчому Брестському, онуку Станіслава Росцішевського. К. Нітославський заклав у містечку в 1742 році парафіяльний костел та домініканський кляштор, яким відписав у власність село Соболівку. У ньому знаходилась чудодійна ікона Божої Матері. Цей костел був освячений 17 червня 1753 року Каєтаном Солтиком, коад'ютором київським на честь святого Станіслава єпископа. З Нітославським пов'язана судова справа, яка розглядалась протягом 1753—1754 років. Розв'язувався випадок, що трапився у Бердичеві на ярмарку. Дружина Нітославського Елеонора зі своєю дочкою, дружиною Трахтемирівського старости К. Щенявського Магдаленою відібрали гроші у російських і українських купців під приводом компенсації їм за напад гайдамаків на м. Ходорків. Хоча слід зауважити, що у документах не зафіксовано нападу гайдамаків на Ходорківський маєток у 1750-х роках.
В 1763 році постав у Ходоркові другий костел та кляштор капуцинів, заснований К. Росцішевським, освячений пробощом ходорківським ксьондзом Яворським, пріором домініканським, на честь святого Каєтана. При кляшторі отців домініканців був шпиталь та парафіяльна школа.
У 1765 році у Ходоркові проживало 452 юдеї
У 1766 році згадується м. Ходорків через втечу селян від свого власника К. Росцішевского.
У 1768 році на Ходорків напали гайдамаки, спалили домініканський костел, убили ксьондзів Воронєцького та Котовича. Для придушення цього виступу невдовзі надійшов князь Мещерський з військом. Гайдамаки, залишили містечко й укріпилися у найближчому лісі за допомогою засіків. Мещерський не зміг схилити їх до складення зброї та запропонував вийти з лісу з гарантією недоторканості. Повстанці вийшли з лісу, але Мещерський, пішов вслід за ними, в полях їх наздогнав і повністю знищив. Спалений костел був наново відбудований у 1779 році К. Росцішевським.

### Ходорків під владою Російської імперії
З 1793 року після другого поділу Речі Посполитої територія Ходоркова увійшла до володінь Російської імперії. З 1797 року Ходорків став волосним центром Сквирського повіту Київської губернії.
Росцішевські продали Ходорків польському генералу П. Гадзєвичу, який обтяжив маєток боргами й помер у 1796 році. Ходорківський маєток був розділений між кредиторами. Частина його дісталась дворянці Ярошевській. Дочка Гадзєвича Феліціана, вийшовши заміж за Каєтана Свідзінського, каштеляна радомського, своїм віном внесла Ходорків до володінь його роду. Каєтан Свідзінський в кінці 18 століття передав Ходорків презесу Ю. Моршковському за переуступкою, але незаконно, бо то був маєток батьківський його сина Костянтина.
У 1804 році у маєтку налічувалося 858 селян і 201 шляхтич. Було дві церкви, два католицьких монастирі, три млини, фільварок. Через 12 років, у 1816 році в містечку проживало уже 883 селяни. 1811 року поміщик Ю. Моршковський побудував у Ходоркові винокурний завод. В парафіяльному училищі, відкритому в 1813 році, навчалося 14 хлопчиків.
Невдовзі новим власником Ходоркова стає поміщиця Якубовська, яка 1826 року померла і орган Дворянської опіки взяв під своє піклування маєток з усім майном, так як діти Якубовської були ще неповнолітніми. Серед будівель, взятих під опіку, згадується і аптека. Потім маєтком володіла дочка Ю. Моршковського княгиня Цецилія Радзивілл. У Ходоркові проживало багато католиків, був на околиці містечка окремий католицький цвинтар. За замовленням заможних ходорківців каменяр з Кам'янця-Подільського Томаш Фугалевич виготовляв і встановлював на цьому цвинтарі пам'ятники.
У 1832 році, після придушення польського повстання, у Ходоркові був скасований домініканський кляштор, хоча залишився діяти костел Св. Станіслава. Продовжували діяти кляштор капуцинів з костелом Св. Каєтана. Цей кляштор був одним із 4 на всій території Руської провінції Ордену Капуцинів, які залишилися діючими на той час. В цьому ж році церкву Різдва Пресвятої Богородиці було переведено з греко-католицизму в православ'я.

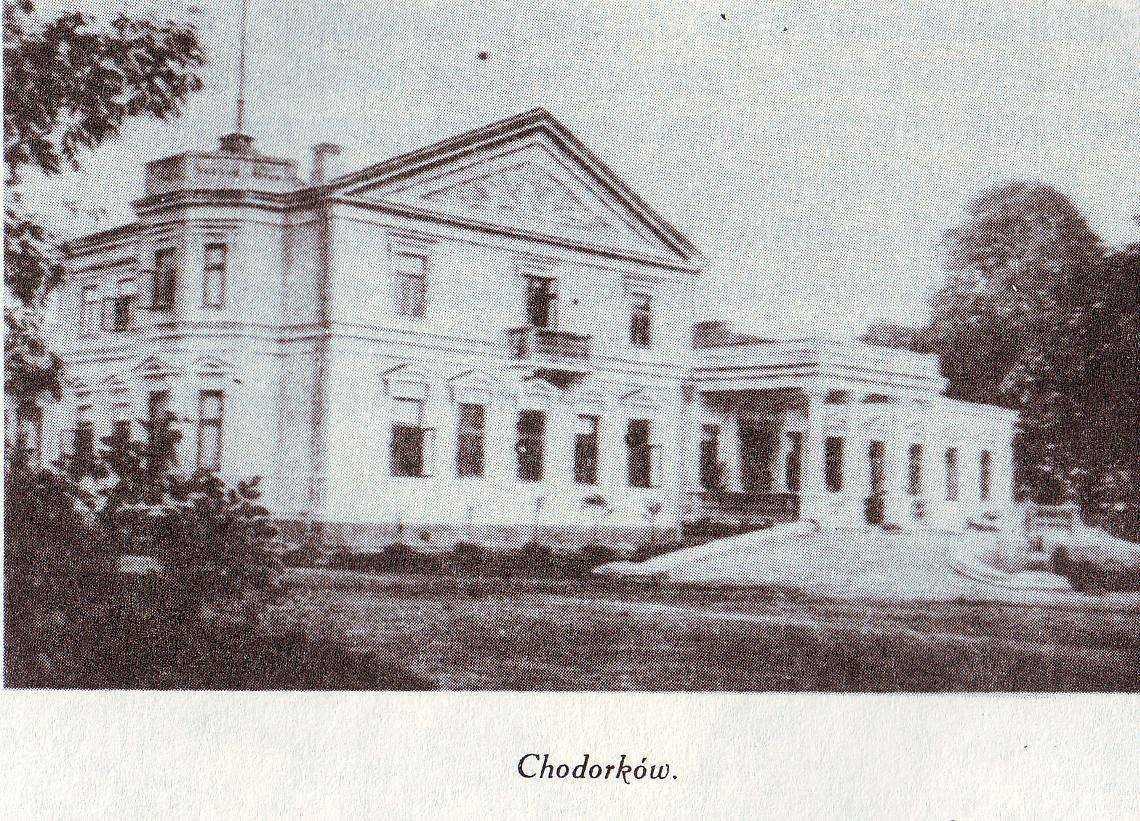
Садиба Свідзінських у Ходоркові

Костянтин Свідзінський, після смерті свого батька, розпочав судовий процес, що тривав протягом 1835—1836 років, за Ходорків з княгинею Радзивілл, виграв його і повернув собі ті маєтки. З 1838 по 1850 рік К. Свідзінський постійно мешкав у Ходоркові. Протягом багатьох років він невпинно збирав тут скарби, рідкісні книги й важливі артефакти з історії краю. Деякий час в Ходоркові жив Пантелеймон Куліш. Тут він написав на місцевому матеріалі оповідання «Орися». У вересні 1844 року він гостював у поміщика К. Свідзіньського.
В Ходоркові у 1844 році був знайдений в горщику монетний скарб, який складався з 125 монет російських та бранденбурзьких 1687—1757 років. На урочищі Вовковия, в лісі селяни знайшли дерев'яний ящик, перетягнутий срібним ланцюжком, і в ньому декілька польських монет.
За ревізією 1847 року «Ходорківське єврейське товариство» налічувало 1177 осіб
У 1850—60-х роках містечко з передмістям Пустельники та Грубськом належить Юліану Романовичу Левандовському, який придбав його 26 січня 1850 року у К. Свідзінського. За викупним договором новий власник поступився своїм колишнім селянам 1083 десятини землі за 44 804 руб. 33 коп. У 1855 році в містечку Левандовським було побудовано спиртовий завод, а через п'ять років — цукровий. Кожних два тижні в містечку відбувалися ярмарки.
Станом на 1863 рік населення містечка разом з передмістям Пустельниками складало 3339 чоловік: православних 1 446, римських католиків 472, євреїв 1 421 (42,5 %); воно мало землі 6989 десятин, в-основному покритої лісами.. Волосне управління знаходилося в Ходоркові, поліційне в Паволочі. Парафія католицька Ходорківська деканату Сквирського налічувала 2060 вірних і мала каплиці в Кривому, Вербові (тепер — Любимівка) та Зарубинцях.
У 1866 році всі будівлі колишнього домініканського кляштору були зруйновані пожежею. У 1870 році було затверджено рішення побудувати нову муровану православну церкву Різдва Пресвятої Богородиці на місці руїн вищевказаного кляштору. 8 травня цього ж року було освячене місце та закладений перший камінь в основу нового мурованого храму.

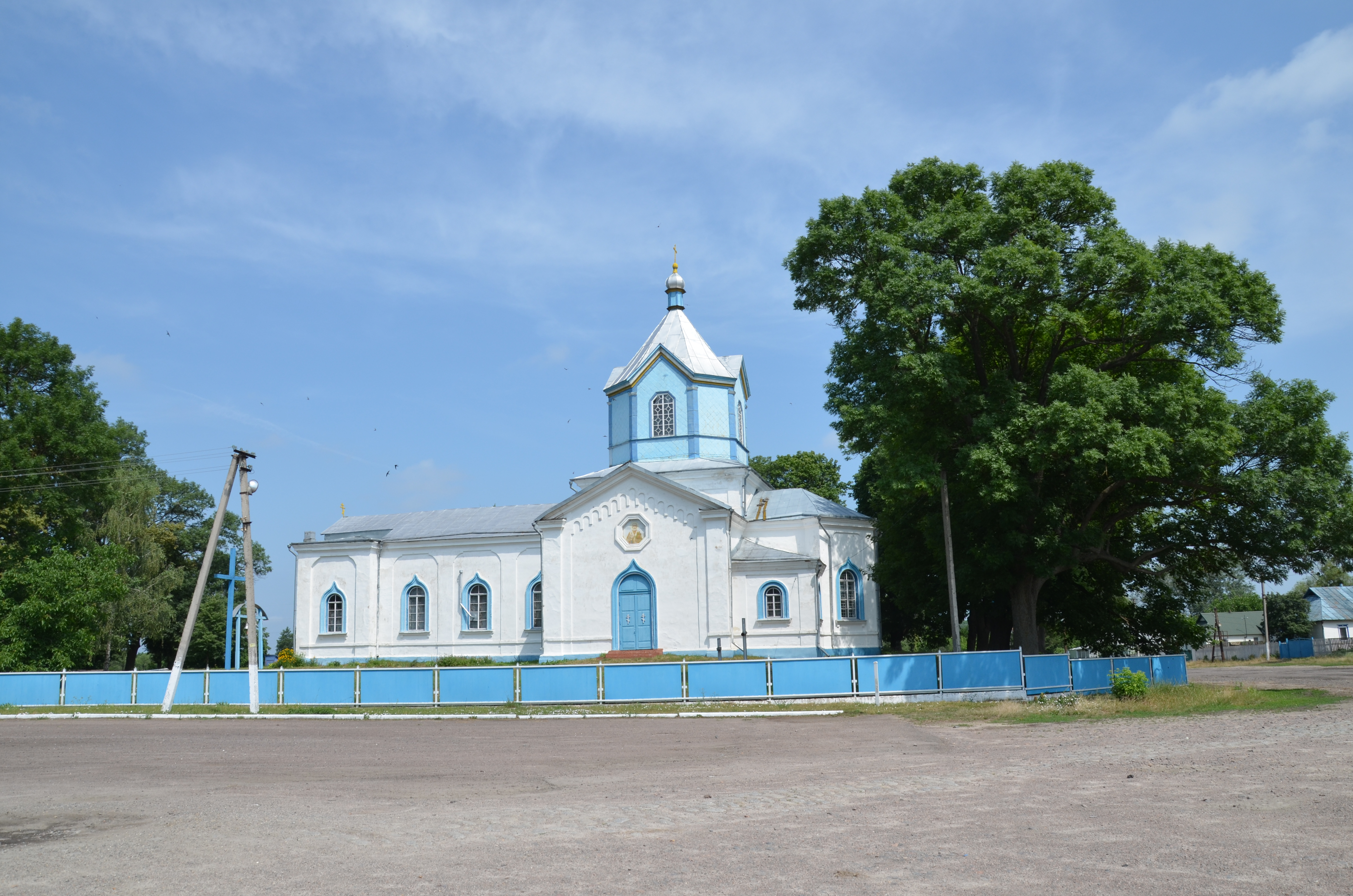
Церква Пресвятої Богородиці, Ходорків

У 1883 році єврейським товариством в містечку було відкрито єврейську богадільню. Вона розміщувалась в будинку вищезгаданого товариства й утримувалася на кошти, отримані від суми коробочного збору.
Для кращої організації роботи цукрового заводу Ю. Левандовський у 1865 році укладає контракт з французьким підданим В. К. Крангельмом та дворянином Т. Ф. Михайловським на управління цим підприємством. Т. Ф. Михайловський одружився з донькою Ю. Р. Левандовського, якій 1866 року батько передає у власність цукрозавод. Цього ж 1866 року Ходорків стає волосним центром. 1870 року Ю. Р. Левандовський доручає управління маєтком дворянину М. С. Гавриловичу. У 1871 році технологію виробництва рафінаду на Ходорківській цукроварні удосконалював відомий інженер М. К. Васильєв.
У 1873 року селяни Ходоркова виступили проти управителя маєтком та його найближчих помічників. Причиною гніву мешканців стали свавільні дії волосного старшини Підкомінного, який побив вагітну селянку Швидку, через що вона невдовзі померла.
В 1877 році жителі Ходоркова почали самовільно збирати врожай з ланів поміщика, що раніше перебували в чиншовому володінні селян. Вони вимагали повернення цих земель і збільшення наділів.
Після скасування кріпацтва у 1861 році у тодішній Російській імперії швидкими темпами розвивалися капіталістичні виробничі відносини, що вплинуло й на економічний розвиток Ходоркова. Слідом за цукровим і спиртовими заводами виникли лісопильний і цегельний, суконна фабрика, миловарня, 2 водяні млини. Працював лісопильний завод до 1901 року, що під час пожежі 29 вересня 1901 року згорів вщерть. 27 лютого 1904 року те ж трапилось й з цегельним заводом.
У 1878 році на цукровому заводі відбувся перший робітничий страйк, у якому взяли участь 40 робітників. Наприкінці XIX століття на цукровому заводі працювало близько тисячі чоловік. Умови праці робітників були тяжкими. Робочий день тривав від 12 до 14 годин на добу. За найважчі роботи виплачувалося по 40 коп. на день, а за решту — по 10—15 коп. Важка праця, постійне недоїдання, антисанітарія сприяли різним інфекційним захворюванням, у тому числі й епідемії тифу.
У 1886 році було скасовано Ходорківський кляштор капуцинів.
У зв'язку з стрімким економічним та промисловим розвитком Ходоркова, значно зростає населення містечка особливо єврейське. Станом на 1880-ті роки Ходорків налічував 512 будинків, 5733 мешканців (більше половини — євреї) і ділив за цим показником 3-4 місця в Сквирському повіті з Ружином (найбільшими були Сквира — близько 20 тис. чол. та Паволоч — більше 8 тис. чол.). У містечку було 1083 десятин волосної землі, церква, костел католицький парафіяльний, 6 єврейських молитовних домів, станція поштова і телеграфна, амбулаторія, притулок, цукроварня, гуральня, цегельня, 2 водяні млини, 9 вітряків; проводилося 12 річних ярмарків. Ходорківська волость обіймала площу 8,4 квадратних миль, 15 поселень (1 містечко, 7 сіл, 5 малих сіл, 1 слободу та 1 колонію) з населенням 17 299 осіб (з них 607 католиків, 131 євангеліст, 11 штундів, 3981 євреїв), мала 35 098 десятин землі (18 642 ріллі, 2695 садів, 10 925 лісів), з яких 24 550 дес. належать до землеволодінь поміщиків, 9900 населенню волості.
За переписом 1897 року в Ходоркові налічувалося 6910 жителів, серед них 3672 єврея (53 %).

### XX століття
На початку XX століття різноманітнішим стає суспільне життя. 1904 року у Ходоркові відкривається громадська бібліотека-читальня; засновується на кошти, заповідані княгинею Цецилією Радзивілл, лікарня і богадільня на 30 осіб для догляду за пристарілими одинокими мешканцями містечка та Сквирського повіту християнського віросповідання. Там люди користувалися безкоштовно повним утриманням. Богадільня існувала на проценти з капіталу, пожертвуваного засновницею. У цей час волосним старшиною у Ходоркові був С. Стельман, а волосним писарем А. Нещадим. Мешканців Ходоркова лікував дільничний лікар Микола Федорович Давидов; аптекою завідував провізор Йосип Фадейович Доброчинський. Ходорківське поштово-телеграфне відділення очолював Олександр Миколайович Радомський. При відділенні була відкрита поштово-телеграфна ощадна каса. Регулярно у містечку відбувались ярмарки — по середам через кожні два тижні.
1905 року в Київській губернії піднялась хвиля селянських повстань і в зв'язку з цим у Ходоркові були розквартировані війська. І не випадково, адже містечко не раз ставало центром селянських виступів. Так, 7 червня і 20 вересня 1905 року відбулися страйки селян, а 28 вересня була влаштована демонстрація, яку влада розігнала за допомогою поліції. У жовтні 1905 року у Ходоркові відбувся ряд єврейських погромів. 21 червня 1906 року застрайкували робітники, що розвантажували вагони для Ходорківського цукрорафінадного заводу. На той час це було вже досить велике підприємство. На ньому працювало 900 робітників; щодоби вироблялось 205 пудів цукру-піску і 70 пудів патоки. У 1909 році завод виробив 1018347 пудів рафінаду. Директором заводу тоді був В. М. Вальдман, його помічником С. Вітлінський, механіком — Г. В. Рафалович, хіміком — М. С. Черкаська, директором-розпорядником — М. Б. Гальперін. При заводі була відкрита лікарня, де надавали безкоштовну медичну допомогу робітникам цукроварні.
Станом на 1910 рік в містечку діяли талмуд-тора та три приватних єврейських училища (чоловіче та жіноче).
1911 року в Ходоркові почало діяти двокласне парафіяльне училище. Дітей-поляків навчав ксьондз Ян Ідзьковський (Idźkowski) у заснованій з власної ініціативи таємній школі. Але вже 1912 року його було заарештовано, а школу закрито. Реакційна політика царизму знайшла свій вияв і в проведенні цього ж 1912 року у Ходоркові ревізії друкарень, книжкових магазинів, а також магазинів, що торгували грамофонними платівками.
1912 року в Ходоркові налічувалося 349 селянських господарств. З них 33 не мали землі, 112 мали до трьох десятин на двір, 103—до п'яти, 83 — до десяти і 18 — понад десять. У 145 господарствах безземельних та з наділом до трьох десятин землі налічувалося лише 498 голів різної худоби, а в 41 господарстві з наділом понад 9 десятин — 433 голови.
У ті часи серед населення Ходоркова значну частину становили робітники, серед яких найбільший відгук знаходили соціал-демократичні ідеї. 1912 року в Ходоркові створено підпільну організацію РСДРП, роботою якої керував комітет у складі 5 чоловік. Це стало підставою для арешту та заслання до Сибіру у 1914 році цілої групи робітників цукрозаводу: М. П. Яроша, Т. Д. Кабанника, П. К. Цеплика, О. Л. Сігала та ін. Їх звинуватили у приналежності до РСДРП, розповсюдженні серед робітників газети «Північна робітнича правда» і агітації до страйку.
У 1914 році на 8106 жителів Ходоркова діяли невеликі земська і заводська лікарні, в штаті яких були: лікар, 3 фельдшери, акушерка. З навчальних закладів працювало двокласне парафіяльне училище. В цьому ж році була добудована Ходорківська цукроварня. Тоді ж ксьондз Я. Ідзьковський, якого звільнили з тюрми, відкрив у містечку польську школу, Будинок польський, парафіяльну бібліотеку, артистичний гурток, у якому займалися молоді представники шляхетських сімей, народний театр, сцену для дітей шкільного віку та читання. Також були польські школи в Котлярці та Лозовиках (тепер — с. Миролюбівка)..
У перші дні першої світової війни багатьох ходорківців мобілізували до російського війська та відправили на фронт. Для потреб армії реквізовували коней, продукти харчування, через що селянські господарства зазнали значних збитків.
Після Лютневої Революції 1917 року для підтримки порядку в містечку було створено загін народної міліції. На початку березня 1917 року жителі Ходоркова обрали Раду робітничих і селянських депутатів. Наприкінці квітня у Сквирському повіті, до якого входив і Ходорків, було створено «Селянську спілку», пізніше — Народну управу, яка стала провідником політики Центральної Ради в повіті. Проте в містечку сильніші позиції мали більшовики, позаяк значну частину населення складали робітники. Тут була створена більшовицька організація (близько 200 осіб). У вересні 1917 року застрайкували ходорківські робітники. Страйк тривав протягом тижня. Від Сквирського повіту на І-ий Всеукраїнський з'їзд Рад було делеговано двох представників, один з них — Олександр Карпович Попелюха — з Ходоркова.
Внаслідок наступу більшовиків, 8 лютого 1918 року ними був захоплений Київ, невдовзі під їхньою владою опинився й Ходорків. Після підписання Берестейського мирного договору між УНР та країнами Четверного Союзу, у лютому 1918 року до Ходоркова увійшли німецько-австрійські війська. Таким чином, було ненадовго відновлено владу Центральної Ради.
Вже в кінці квітня Центральну Раду було розігнано, встановлюється Українська держава гетьмана Павла Скоропадського, підтримувана німецько-австрійськими військами. Відновлення поміщицького землеволодіння, каральні дії іноземних вояків викликали потужний антигетьманський рух. У червні 1918 року в Паволочі, Ходоркові організовуються під керівництвом старшин з місцевих селян антигетьманські загони. У листопаді 1918 року німецько-австрійські війська починають залишати Ходорківщину. 14 грудня 1918 року гетьман зрікається влади, яка переходить до Директорії, відновлюється УНР.
Проте невдовзі радянська Росія знову починає боротьбу проти української держави. В середині лютого — на початку березня 1919 року частини 1-ї Української радянської дивізії зайняли Ходорків. Але й встановлена радянська влада протрималася недовго. В серпні 1919 року війська Добровольчої армії зайняли майже всю Правобережну Україну, в тому числі й Ходорків. 15 вересня 1919 року частини Південної групи радянських військ увійшли до Ходоркова, було відновлено радянську владу. Наприкінці квітня 1920 року Ходорків зайняли об'єднані війська Польщі та українські частини під командуванням Симона Петлюри. Але вже 11 червня 1920 року після відходу польсько-українських військ в містечку була знову відновлена комуністична влада УСРР.
Постійні військові дії завдали великої шкоди містечку. Занепало сільське господарство, цукровий завод та інші підприємства лежали в руїнах.
1920 року в Ходоркові відкрито семирічну трудову школу, в якій навчалося 300 учнів, а наступного року — дільничну лікарню й аптеку. На базі ТСОЗу в 1922 році у Ходоркові створюється сільськогосподарська комуна «Зоря», яку очолив С. К. Березний. Спочатку вона об'єднувала 21 господарство. На базі комуни в 1926 році утворилась артіль. У господарстві на той час вже було два водяні і один паровий млини, для обробітку землі придбали трактор «Путиловець». Через рік артіль вступила до Київського молочарського союзу, завдяки чому склалися сприятливіші умови для розвитку тваринництва. Союз видав артілі кредит на суму 5 тис. крб. За ці гроші поповнили поголів'я корів.
В 1923 році, після нового адміністративно-територіального поділу, Ходорків став районним центром Ходорківського району, а згодом (у 1925 році) відійшов до Корнинського району Білоцерківської округи Київської губернії. З 1932 року Ходорків входив до складу Київської області.
Протягом 1927—1929 років у Ходоркові утворилося ще 5 колгоспів. У 1932—1934 роках всі господарства об'єдналися в два колгоспи — «Зоря» й «Більшовик». У зміцненні економіки колгоспів важливу роль відіграла Корнинська МТС.
Протягом 1931-1935 років Ходорків належав до Попільнянського району, потім знову увійшов до відновленого Корнинського району Київської області, а з 1937 року — Житомирської області.
За даними Ходорківської сільської ради, в Ходоркові встановлено прізвища та імена 110 померлих від Голодомору 1932—1933 років на підставі свідчень очевидців Бортовець Л. Ф., Діхтяр Г. Н., Зайківської Н. В., Зайківської О. Г., Коваль А. Л., Станкевич А. А., Шпаківської З. М..
У 1930-х роках директор середньої школи та сільськогосподарського технікуму Кривіч Яків Степанович організував у школі підсобне господарство та зумів під час Голодомору зберегти значну кількість врожаю. Завдяки цьому, в школі діяла їдальня. Для учнів варили з борошна так звану «затірку», що дозволило їм вижити.
Досить промовисто описує становище в Ходоркові у 1929—1937 роках лист уродженця села О. Діюка, який проживав тут до 1944 року, до Митрополита Іларіона (Огієнка) в Канаду (Торонто), датований 19 січня 1951 року «…Тепер, дорогий земляче, про наш рідний край, нашу місцевість, де ми проводили своє дитинство. Роки 1929-1932 примусова колективізація, ліквідація заможних селян, ломка церков та арешти священиків і заможних селян та їх висилка. Весна 1933 року, масова смерть від голоду, вмирали і бувші заможні, і бідняки, брат братові, родич родичеві і друг другові нічим не міг допомогти, бо самі не мали. І поруч з тим на роботу в колгосп гонили, і туди ішли, бо там давали фунт хліба і трохи супу. В Ходоркові померло від голоду близько 30—35 % від усього населення, до 1937 року тиша, а далі репресії. З Ходоркова взято по ночам, за моїми підрахунками 41 особу. Отже, дорогий брате земляче, я описав трохи наш край, особливо Ходорков, але що було в Ходоркові, то те саме і у Брусилові та по інших містах і селах…».
В Ходоркові було три школи: українська, польська та єврейська. В 1929 році польську школу було реорганізовано й утворено на її базі семирічну українську. 1938 року дві українські об'єднали в одну семирічну. У 1936 році відкрито дитячий будинок, а 1938-го — лікарню на 25 ліжок. Працювали клуб, бібліотека. В побут населення все ширше входили кіно, радіо, книга.
1940 року ходорківці взяли участь у Всесоюзній сільськогосподарській виставці і одержали срібну медаль за трудові досягнення.

#### Рокинімецько-радянської війни1941—1945
16 липня 1941 року село окупували війська гітлерівської Німеччини. Восени 1941 р. нацисти розстріляли 22 євреїв. Інші євреї були, мабуть, вивезені до райцентру. На єврейському кладовищі Ходоркова поряд розміщені 2 братські могили — жертв німців та білогвардійців часів Радянсько-української війни.
Наприкінці 1941 року в лісах, що прилягають до залізниці Житомир — Фастів, почали формуватися партизанські загони. Весною наступного року в районі села вже діяв партизанський загін А. Й. Цендровського. В складі його було чимало місцевих жителів. Партизани пускали під укіс німецькі військові ешелони, знищували поліцаїв.
Активно діяв на території села утворений восени 1941 року Корнинський районний провід ОУН (м) на чолі з В. І. Грінченком та В. М. Преваром. Весною 1942 року провід примкнув до бандерівського крила ОУН. Осередок ОУН в Ходоркові очолював фельдшер Корнинської лікарні Леонід Лисак. У квітні 1942 року в Ходоркові розгорнула діяльність підпільна антифашистська група. Її організатором і керівником був вчитель Скочищанської початкової школи Тадеуш Іванович Годлевський, у її складі налічувалося близько 20 осіб. Підпільна організація, очолювана Т. Годлевським, стояла на більшовицькій платформі, проте чимало її членів розділяли націоналістичні погляди. Саме тому зв'язки з Ходорковом у проводу ОУН були найтіснішими. Підпільники обох організацій планували вийти в ліси для партизанської боротьби. Почали спільно готувати диверсію на залізниці поблизу станції Скочище. Цю операцію було проведено 21 липня 1942 року. В повітря злетів ешелон з пальним та боєприпасами. Диверсія завдала гітлерівцям чималої шкоди. Проте після війни через участь у ній членів ОУН вона довгий час замовчувалась, а пізніше ставилася в заслугу тільки ходорківським більшовицьким підпільникам.
В травні 1943 року гітлерівцям вдалося натрапити на слід підпільників, більшість із них була заарештована й розстріляна. Від рук гестапівців загинули керівник групи T. І. Годлевський та колишні вихованці Ходорківської школи — комсомольці M. Л. Гойденко, Б. Ф. Романенко, M. С. Третяк, І. С. Третяк, В. А. Годлевський та М. Григорович. І. К. Іванкевичу, В. Н. Пелеху, Ф. Г. Романенку та іншим пощастило втекти та влитися до партизанського з'єднання С. Ф. Маликова. У той самий час гестапо нагрянуло і до Корнина. Були заарештовані члени ОУН Превар, Лисак та Кладченко. Гітлерівці поставили перед заарештованими на вибір два варіанти: або вони дають згоду на співпрацю з Райхом, або їх розстріляють. За раніше отриманою вказівкою від Житомирської ОУН, члени районного проводу дають фіктивну згоду на таємне співробітництво, після чого їх відпустили. Провід продовжив свою діяльність до 1944 року, коли його членів заарештували радянські органи держбезпеки. В. Превара розстріляли, більшість членів отримали роки таборів.
Намагаючись зупинити наступ радянських військ, німецьке командування в листопаді 1943 року зосередило в районі Корнина й Брусилова 17 дивізій, у тому числі 8 танкових і моторизованих. Недалеко від Ходоркова наприкінці листопада відбулася запекла битва. В окремі дні гітлерівське командування кидало в бій 300—400 танків. Війська 38-ї армії під командуванням генерал-полковника К. С. Москаленка і 1-ї танкової армії, якою командував генерал-лейтенант М. Ю. Катуков, розгромили угруповання противника і знову перейшли в наступ. 26 грудня Ходорків був звільнений від німців танкістами 44-ї танкової бригади Й. І. Гусаковського.
У боях за село загинуло багато радянських воїнів. На 4 братських могилах воїнів-визволителів Ходоркова 1951 року встановлено пам'ятники. На фронтах Німецько-радянської війни мужньо билися 827 ходорківців, з них 486 — нагороджені орденами й медалями, 302 — полягли смертю хоробрих. На їх честь 1959 року споруджено обеліск вічної Слави.

#### Від повоєнних років до наших днів
Війна завдала Ходоркову великих людських та матеріальних збитків. Були зруйновані колгоспи, приміщення сільської Ради, дитячого будинку, бібліотеки, млин, близько 50 будинків селян. 202 жителів села, вт. ч. 88 жінок і 7 дітей, були вивезли на роботи до Німеччини.
Після вигнання німців з Ходоркова його жителі взялися до ліквідації наслідків окупації та відродження господарства. Колгоспники створювали насіннєвий фонд, звозили захований від німців реманент, передавали для ферм телят і поросят, відбудовували зруйновані приміщення. На кінець 1949 року колгоспи Ходоркова повністю освоїли довоєнні посівні площі, виконали плани хлібозаготівель, розвитку поголів'я великої рогатої худоби.
У 1950 році відбулося об'єднання ходорківських господарств «Більшовик» і «Зоря» та артілі с. Пустельників «Краще життя» в один колгосп «Більшовицька зоря», який мав 3 тис. га сільськогосподарських угідь, 710 корів, понад 800 свиней і 3100 штук птиці. Господарство зібрало у 1957 році по 15 центнерів зернових з кожного гектара та виробив по 200 центнерів молока на 100 га сільськогосподарських угідь. В 1950 році грошовий прибуток колгоспу становив 869 тис. крб., у 1954 році — 1429 тис. крб., а в 1957 році — 2670 тис. карбованців.
В 1957 році територію Корнинського району, до якого належав і Ходорків, було приєднано до Попільнянського району.
У 1966 році урожай Ходорківського колгоспу склав по 22 центнери зернових, по 200 центнерів цукрових буряків з кожного га на всій площі посіву, було вироблено по 232 центнери молока та 43 центнери м'яса на 100 га сільськогосподарських угідь. Станом на 1970 р. року колгосп мав 31 трактор, 16 комбайнів різного призначення, 100 електродвигунів, 20 вантажних автомашин та чимало іншої техніки. За господарством було закріплено 3256 га землі, в тому числі 2955,8 га орної. Колгосп 1970 року виробив на 100 га сільськогосподарських угідь 71,6 центнерів м'яса, 298 центнерів молока. Фонд заробітної плати колгоспників становив у 1970 році 424 тис. карбованців.
Протягом 1960—1970-х років ходорківці побудували цегельний завод, майстерню для ремонту сільськогосподарських машин, відгодівельний пункт, продовольчий магазин, чайну, будинок зв'язку. 1972 року з кожного гектара посіву одержано по 25,5 центнерів зернових. На 100 га сільськогосподарських угідь вироблено по 300 центнерів молока і 60 центнерів м'яса. Неподільні фонди колгоспу на 1 січня 1973 року становили понад 1,8 млн крб., а прибутки в 1972 році — 799 тис. карбованців.
Станом на 1973 рік у Ходоркові налічувалося 846 дворів, населення складало 2454 чоловіки. Населення Ходоркова обслуговували відділення зв'язку, 4 магазини, їдальня. В селі діяли дільнична лікарня на 25 ліжок і аптека, в них працювали 4 лікарі і 21 чоловік середнього медперсоналу. Дошкільнята виховувалися в 2 дитячих яслах, понад 400 дітей навчалося у Ходорківській середній школі. Їх навчали і виховували 32 вчителі. В 1972 році в Ходоркові працювало 33 спеціалісти з вищою і 463 з середньою освітою. Культурно-освітнім центром став будинок культури, збудований 1964 року. У Ходоркові працювали 4 бібліотеки з фондом 24,8 тис. книг. Селяни передплачували 3547 примірників газет та журналів. Діяв сільський музей.
Ходорківська середня школа випустила багато відомих людей, серед них В. І. Сущанський — доктор математичних наук, викладач КНУ ім. Шевченка, В. В. Ковальський (Ковалівський) — адмірал флоту, викладач військової академії в м. Москва, Л. І. Онопрійчук — генерал, який проживає у м. Санкт-Петербург, Віра Зайцева — заслужений геолог, проживає у Магадані, Казнадзей Йосип Моїсейович, доцент кафедри мови Глухівського педінституту.
В с. Ходорків з одного боку від головної сільської вулиці в глибині забудови розміщені залишки маєтку Левандовських (залишки в'їзних воріт, господарські приміщення та фонтан) з добре збереженими конюшнями другої половини XIX століття — зразками класицизму.
У Ходоркові діє храм Різдва Пресвятої Богородиці УПЦ МП, зареєстрована релігійна громада Святого Каетана Києво-Житомирської дієцезії римо-католицької церкви.
15 червня 2003 року в Ходоркові встановили пам'ятник знаменитому земляку — гетьману Івану Самойловичу (скульптор І. Зарічний, архітектор О. Коляда).
З 2005 року в селі діє ТОВ «Гетьман Самойлович-Агро» (керівник — Джанхотов Я. А.), яке обробляє більше 2 тис. га земель навколо Ходоркова.
У 2008 році на сільському кладовищі було відкрито пам'ятник жертвам Голодомору 1932–1933 роках.
У селі 16 вересня 2009 року після капітального ремонту відновлено роботу дитячого садка на 45 дітей (не працював з 1994 р.), 25 грудня 2014 року відкрито відновлений будинок культури на 400 місць. Діють 16 торговельних підприємств, у тому числі й ресторанно-розважальний заклад. До послуг селян — лікарська амбулаторія й аптечний пункт.

## Відомі люди

### Народилися у Ходоркові
- Барон Михайло Давидович (1894-?) — анархіст, пізніше соціаліст-революціонер і більшовик, командир українських повстанських формувань, один із засновників українського Червоного козацтва.
- Березняк-Госцінна (пол. Gościnna) Ганна (1889-?) — мати французького письменника і видавця Рене Госінні (1926-1977), автора оповідань про маленького Ніколя та одного з авторів знаменитого коміксу про Астерікса.
- Броверман Яків Михайлович (1908 — після 1976) — співробітник органів держбезпеки, заступник начальника секретаріату МДБ СРСР, полковник.
- Васильєв Микола Михайлович (1901-1961) — український вчений-економіст, професор, ректор Українського вільного університету.
- Новацький Тадеуш[pl] (1918—2005) — польський вчений, професор Головної школи сільського господарства у Варшаві, член Польської Академії наук.
- Оббаріус Дмитро Іванович (1910—1982) — радянський легкоатлет, Заслужений тренер СРСР, член ради Федерації легкої атлетики СРСР. Кандидат педагогічних наук, професор, завідувач кафедри легкої атлетики Львівського державного інституту фізичної культури у 1948—1976 роках.
- Ойслендер Олександр Юхимович (1908–1963) — російськомовний поет, перекладач.
- Самойлович Іван Самійлович (початок 1630-х—1690) — гетьман Лівобережної України (1672—1687).

### Проживали, працювали у Ходоркові
- Білорус Антон Васильович (1900—1966) — педагог, кандидат геолого-мінералогічних наук, доцент Кіровоградського та Херсонського педінститутів, Київського університету ім. Т. Шевченка, політв'язень сталінських концтаборів (1949—1955). Був завідувачем однорічної сільськогосподарської школи в Ходоркові протягом 1943 року.
- Васильєв Михайло Калинович (1863–1912) — український інженер-дослідник цукроваріння, фольклорист й етнограф, працював на Ходорківському цукровому заводі.
- Дубовський Ігнатій (1874–1953) — ординарій луцько-житомирської дієцезії (1917–1925), апостольський адміністратор кам'янецької дієцезії (1917–1918), титулярний архієпископ Philippopolis in Arabia. Між 1899 та 1901 роками працював адміністратором парафії РКЦ в Ходоркові.
- Єрлич Йоахим (1598-1674) — український шляхтич, хроніст, автор польськомовного «Літописця, або Хронічки різних справ і подій» 1620 року. Проживав у Ходорківському маєтку з 1630 по 1647 роки.
- Куліш Пантелеймон Олександрович (1819-1897) — український письменник, фольклорист, етнограф, мовознавець, перекладач, критик, редактор, видавець. Певний час мешкав у Ходоркові, написав тут оповідання «Орися».
- Нітославський Францішек Ксаверій (1680—1755) — урядник та військовий діяч Речі Посполитої, власник Ходоркова у середині XVIII століття.
- Петровський Василь — козацький військовий діяч XVII століття, Ходорківський сотник, Паволоцький полковник.
- Попович Іван (?-1663) — полковник Паволоцького полку в 1660–1663 роках, керівник козацького повстання Паволоцького полку 1663 року.
- Свідзінський Каєтан (?-1814) — радомський каштелян, власник Ходоркова в кінці XVIII століття.
- Свідзінський Костянтин (1793—1855) — колекціонер, бібліофіл, меценат i керівник польських культурних осередків. власник Ходорківського маєтку у 1836—1850 роках.